# Antonín Kalina (1902–1990)
Antonín Kalina (17. února 1902 Třebíč – 26. listopadu 1990 Praha) byl československý občan a válečný hrdina, vězněný během druhé světové války z politických důvodů v koncentračním táboře Buchenwald. Zde se mu podařilo různými způsoby zachránit život více než devíti stům židovských dětí, za což mu byl v roce 2012 in memoriam udělen titul Spravedlivý mezi národy, jenž označuje lidi nežidovského původu, kteří přispěli k záchraně Židů před holocaustem. O dva roky později byl in memoriam vyznamenán medailí Za zásluhy.

## Život

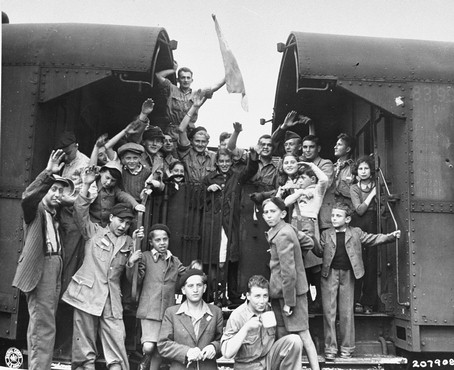
Děti z Buchenwaldu před odjezdem z osvobozeného tábora

Antonín Kalina se narodil v Třebíči jako jedno ze dvanácti dětí v rodině obuvníka, a tomuto řemeslu se později sám vyučil. V roce 1925 nastoupil do podniku Buši (Budischowsky a synové), kde pracoval jako obuvnický dělník. Ve stejném roce se oženil s Karolínou Dítětovou, za rok se jim narodila dcera Blanka. Už v roce 1917 vstoupil do Dělnické tělocvičné jednoty, byl členem Klubu dělnických cyklistů. V červenci 1931 se Kalina zúčastnil cyklistického zájezdu na berlínskou spartakiádu pořádanou Rudou sportovní internacionálou. Získal i odznak RSI „Připraven k třídnímu boji“. Do KSČ vstoupil 15. září 1923, až do své smrti zůstal přesvědčeným komunistou. S rodinou žil a vyrůstal v chudé třebíčské čtvrti Kočičina, což se patrně projevilo na jeho levicovém komunistickém smýšlení. Jako předválečný komunista a funkcionář KSČ byl po německé okupaci v roce 1939 z politických důvodů zatčen (v tzv. akci Mříže), a následně až do konce druhé světové války postupně vězněn v koncentračních táborech Dachau a Buchenwald. Zatčen byl i kvůli rozsáhlé evidenci extremistů (a tedy i aktivních komunistů) převzaté nacisty od českého četnictva.
S postupem Rudé armády na východní frontě začali Němci likvidovat koncentrační a vyhlazovací tábory ve východní Evropě, a v nich dosud živé vězně posílat na pochody smrti. Část z nich mířila do koncentračního tábora Buchenwald v Německu, kde byl v té době rovněž vězněn Kalina. V posledních měsících války, tj. od konce roku 1944, takto do Buchenwaldu přišlo na 100 tisíc vězňů. Mezi židovskými vězni bylo také velké množství dětí, chlapců ve věku 12 až 16 let, z celé Evropy.

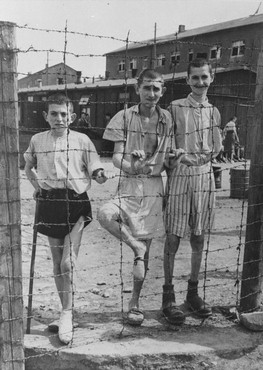
Zachráněné židovské děti v Buchenwaldu

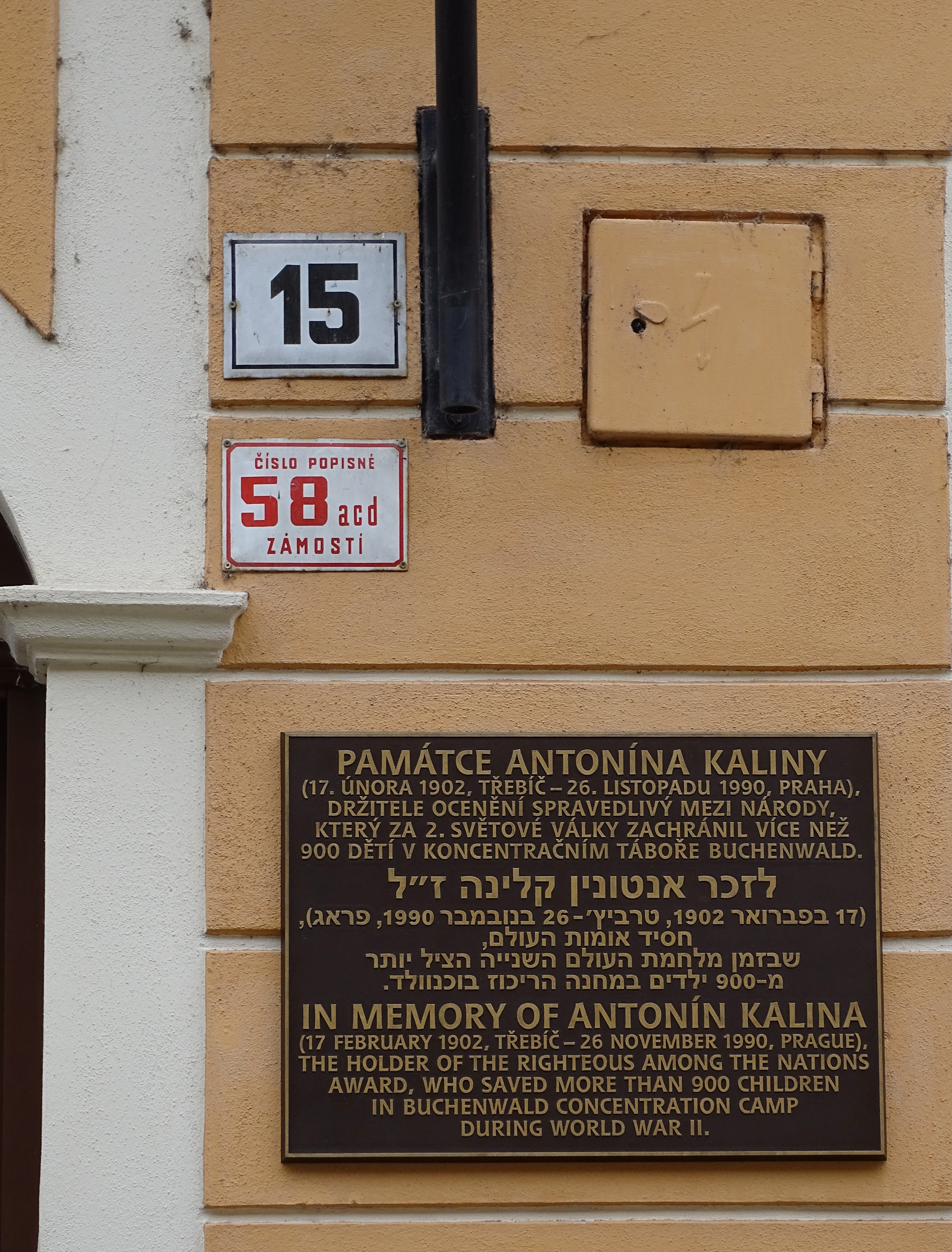
Pamětní deska Antonínu Kalinovi odhalená roku 2015 na židovské škole na ulici L. Pokorného v Třebíči

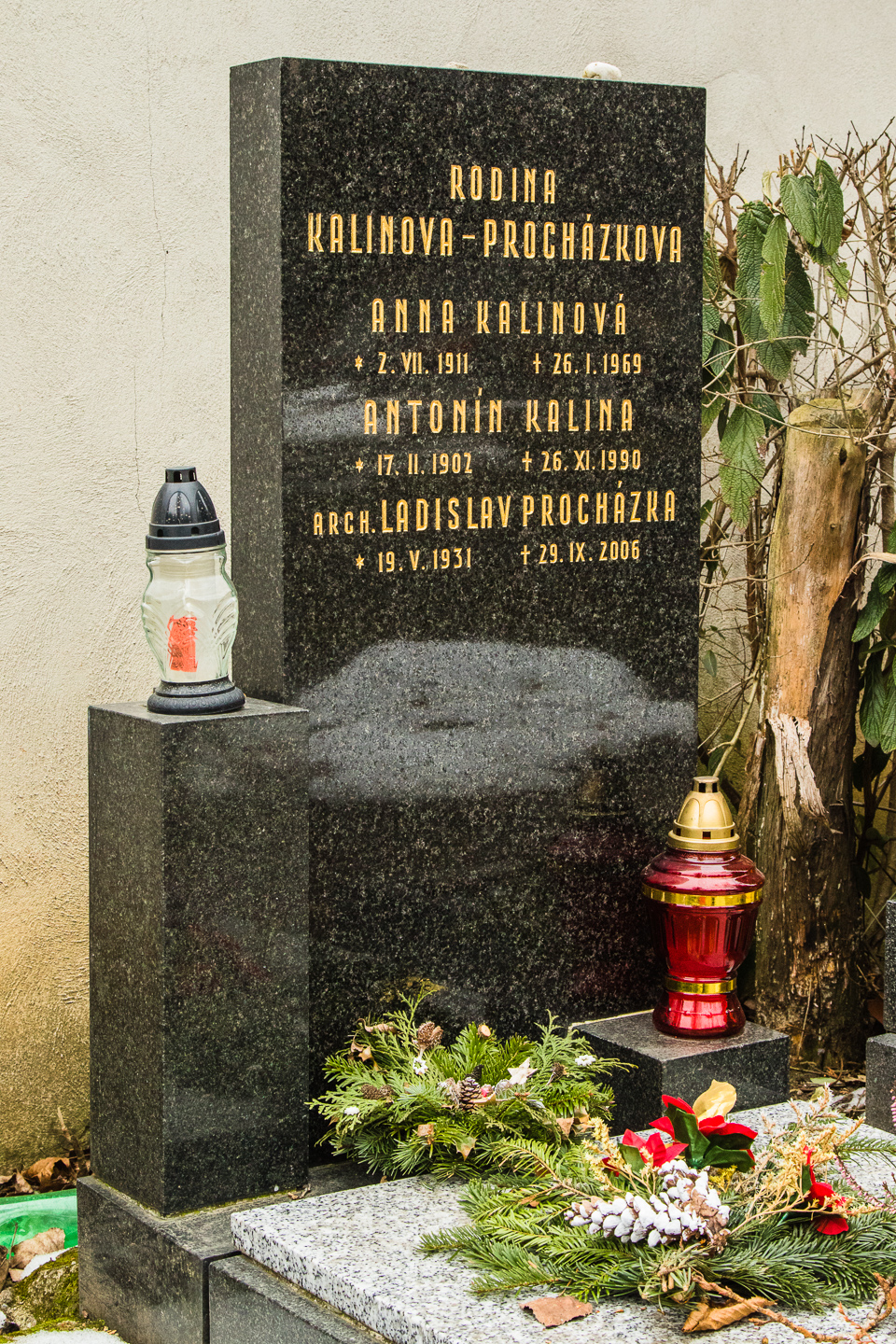
Hrob Antonína Kaliny na Olšanských hřbitovech

V táboře v té době již existoval tajný podzemní, komunisty vedený odboj, který mimo jiné organizoval a vedl zvláštní baráky pro mládež. Ty byly tajně zřizovány v karanténní oblasti koncentračního tábora, kam Němci chodili jen neradi. Kalina, jenž tehdy již měl v táboře slušné postavení, se stal „starším bloku“ číslo 66 (tomu se začalo říkat Kinderblock, tedy „dětský blok“), v němž se baráky nacházely. Spolu se svým zástupcem, polsko-židovským komunistou Gustavem Schillerem, a dalšími spolupracovníky chlapce do této části tábora soustřeďoval. Snažil se, aby jeho chráněnci strádali pokud možno co nejméně. Nemuseli třeba, na rozdíl od ostatních vězňů, každý den na apel (nástup), a sčítali se v baráku. Rovněž tak nemuseli pracovat a nebyli fyzicky trestáni. Kalinovi se pro chlapce podařilo zajišťovat kvalitnější přikrývky a občasně příděl jídla navíc. Rozšiřoval jim též obzory vyprávěním příběhů, písněmi, ale i výukou matematiky, dějepisu a dalších předmětů. Když bylo v souvislosti s blížící se frontou nařízeno svolání všech Židů vězněných v Buchenwaldu, nechal všem židovským dětem přešít žluté nášivky, značící, že jsou Židé, a „papírově“ z nich udělal křesťany. Když si pak příslušníci SS přišli pro židovské vězně, oznámil jim, že v bloku 66 již žádní Židé nejsou.
Po osvobození a konci války se vrátil do Československa, kde žil a pracoval v Praze. Za jeho činy se mu za jeho života nedostalo uznání. To bylo částečně dáno tím, že se o svých skutcích nešířil, dílem též proto, že děti, které zachránil, nechtěly o svých zážitcích za války hovořit. Stal se také soudcem z lidu při Mimořádném lidovém soudu v Jihlavě (Třebíči). Zemřel ve věku 88 let v Praze, kde je pohřbený v jednoduchém hrobě spolu s manželkou a nevlastním synem.
Počátkem 21. století zahájilo několik přeživších „dětí“, v té době již osmdesátiletých mužů, a americký historik Kenneth Waltzer proces, aby byl Kalina za své činy uznán Spravedlivým mezi národy. Impulsem k tomu bylo i natáčení dokumentárního filmu Kinderblock 66: return to Buchenwald, který vypráví příběh zachráněných dětí z Buchenwaldu, ale i jejich zachránce Antonína Kaliny. Dne 3. července 2012, 67 let od konce holocaustu a 22 let po jeho smrti, byl Kalina Památníkem Jad vašem označen in memoriam za Spravedlivého mezi národy. Slavnostní ceremonii, při níž byla za přítomnosti tří přeživších „Kalinových dětí“ předána jeho příbuzným pamětní medaile a certifikát, uspořádalo 17. prosince 2013 v Praze velvyslanectví Státu Izrael v České republice.

## Pocty
V roce 2012 ocenil Památník Jad Vašem Antonína Kalinu titulem Spravedlivý mezi národy. Tento titul je udělován osobám, které jsou nežidovského původu a přispěly k záchraně Židů před holokaustem. Dne 29. srpna 2017 obdržel ocenění Anděl pro lepší svět, cenu vytvořily děti ze Školičky základů umělecké práce v Malé Morávce. V roce 2014 mu byla 28. října, u příležitosti udílení státních vyznamenání v den výročí vzniku Československa, prezidentem republiky Milošem Zemanem in memoriam udělena medaile Za zásluhy I. stupně (za zásluhy o stát).
V roce 2013 o něm vyšla publikace od Stanislava Motla s názvem Děti Antonína Kaliny.
V únoru roku 2017 byla v Galerii Ladislava Nováka v Třebíči otevřena pamětní síň Antonína Kaliny. Část expozice je věnována i lékaři Jindřichu Flusserovi, ten Kalinovi se záchranou dětí asistoval. Dne 21. února 2019 byla otevřena expozice Děti Antonína Kaliny, je součástí Pamětní síně Antonína Kaliny v Galerie Ladislava Nováka. Součástí je i tzv. Strom života s 900 listy, které symbolizují zachráněné děti. Je kovářskou a pasířskou prací studentů třebíčské průmyslové školy.
K poctě Antonínovi Kalinovi byla v roce 2015 odhalena pamětní deska na budově bývalé židovské školy v Třebíči. V roce 2021 byla na jeho počest pojmenována ulice Antonína Kaliny v Třebíči. V témže roce byla na Novém hřbitově v Třebíči umístěna pamětní deska.

### Film
- Děti Antonína Kaliny. [s.l.]: 2016, scénář: St.Motl, režie: Pavel Dražan Dostupné online.